# ロードデンドロン
ロードデンドロン (Rhododendron) はアイルランドの競走馬である。主な勝ち鞍は2016年フィリーズマイル(GI)、2017年オペラ賞(GI)、2018年ロッキンジステークス(GI)。馬名の意味は「ツツジ」。
母ハーフウェイトゥヘヴンは2008年の愛1000ギニー、ナッソーステークス、サンチャリオットステークスの勝ち馬。全妹マジカルは2018年のブリティッシュ・チャンピオンズ・フィリーズ&メアズステークス、2019年のタタソールズゴールドカップ、アイリッシュチャンピオンステークス、チャンピオンステークス、2020年プリティーポリーステークス、タタソールズゴールドカップ、アイリッシュチャンピオンステークスの勝ち馬。

## 戦績
2016年6月にデビュー。初戦は2着であったが、ライアン・ムーアが騎乗した2戦目で初勝利を挙げる。続くデビュータントステークスでエイダン・オブライエン厩舎の僚馬ハイドレンジアを破って重賞初制覇。4戦目のモイグレアスタッドステークスはランフランコ・デットーリが騎乗したが3着に敗れた。年内最終戦となったフィリーズマイルで再びハイドレンジアを下してG1初制覇を果たした。
2017年は英1000ギニーで僚馬ウィンターの2着、英オークスでエネイブルの2着となった後、フランスに遠征してディアヌ賞(仏オークス)に出走したが、レース中に鼻出血を発症し、競走中止となった。出血量が多く、名伯楽オブライエン師も「あのような状況から復帰できる馬は滅多にいない」と述べる状態であったが、回復は意外な程に早く、3ヶ月の休養を経てレースに復帰した。復帰戦のメイトロンステークスでは7着と大敗したが、次戦のオペラ賞では混戦を断ち切って2度目のG1勝利を果たす。その後はブリーダーズカップ・フィリー&メアターフに参戦し、2着となって3歳シーズンを終えた。
2018年は牡馬相手のガネー賞から始動し、クラックスマンの4着となる。次戦のロッキンジステークスは2着ライトニングスピアーとの激しい争いに僅かに競り勝ち、自身3度目、混合戦では初のG1制覇となった。しかし、続くクイーンアンステークスで9着と大敗すると、その後は著しく精彩を欠くレースが続いた。同年秋の英チャンピオンステークス5着を最後に現役を引退した。

### 競走成績
以下の内容は、Racing Postの情報に基づく。
| 出走日     | 競馬場           | 競走名                       | 格 | 距離    | 着順 | 騎手           | 着差      | 1着（2着）馬        |
| ---------- | ---------------- | ---------------------------- | -- | ------- | ---- | -------------- | --------- | ------------------- |
| 2016.06.24 | カラ             | 未勝利                       |    | 芝7f    | 2着  | J.ヘファーナン | 2馬身1/4  | Rehana              |
| 0000.07.28 | グッドウッド     | 未勝利                       |    | 芝7f    | 1着  | R.ムーア       | 1馬身1/4  | （Amabilis）        |
| 0000.08.21 | カラ             | デビュータントステークス     | G2 | 芝7f    | 1着  | J.ヘファーナン | アタマ    | （Hydrangea）       |
| 0000.09.11 | カラ             | モイグレアスタッドステークス | G1 | 芝7f    | 3着  | L.デットーリ   | 1馬身3/4  | Intricately         |
| 0000.10.07 | ニューマーケット | フィリーズマイル             | G1 | 芝8f    | 1着  | R.ムーア       | 2馬身1/4  | （Hydrangea）       |
| 2017.05.07 | ニューマーケット | 英1000ギニー                 | G1 | 芝8f    | 2着  | R.ムーア       | 2馬身     | Winter              |
| 0000.06.02 | エプソム         | 英オークス                   | G1 | 芝12f   | 2着  | R.ムーア       | 5馬身     | Enable              |
| 0000.06.18 | シャンティイ     | ディアヌ賞                   | G1 | 芝10.5f | 中止 | R.ムーア       | -         | Senga               |
| 0000.09.09 | レパーズタウン   | メイトロンステークス         | G1 | 芝8f    | 7着  | P.ベギー       | 4馬身3/4  | Hydrangea           |
| 0000.10.01 | シャンティイ     | オペラ賞                     | G1 | 芝10f   | 1着  | J.ヘファーナン | アタマ    | （Hydrangea）       |
| 0000.11.04 | デルマー         | BCフィリー&メアターフ        | G1 | 芝10f   | 2着  | R.ムーア       | 1馬身     | Wuheida             |
| 2018.04.29 | パリロンシャン   | ガネー賞                     | G1 | 芝10.5f | 4着  | R.ムーア       | 5馬身1/2  | Cracksman           |
| 0000.05.19 | ニューベリー     | ロッキンジステークス         | G1 | 芝8f    | 1着  | R.ムーア       | 短頭      | （Lightning Spear） |
| 0000.06.19 | アスコット       | クイーンアンステークス       | G1 | 芝8f    | 9着  | R.ムーア       | 5馬身     | Accidental Agent    |
| 0000.08.02 | グッドウッド     | ナッソーステークス           | G1 | 芝10f   | 6着  | R.ムーア       | 8馬身3/4  | Wild Illusion       |
| 0000.08.19 | ドーヴィル       | ジャンロマネ賞               | G1 | 芝10f   | 9着  | R.ムーア       | 34馬身1/2 | Nonza               |
| 0000.09.15 | レパーズタウン   | 愛チャンピオンステークス     | G1 | 芝10f   | 6着  | D.オブライエン | 6馬身3/4  | Roaring Lion        |
| 0000.10.07 | パリロンシャン   | オペラ賞                     | G1 | 芝10f   | 12着 | D.オブライエン | 25馬身    | Wild Illusion       |
| 0000.10.20 | アスコット       | 英チャンピオンステークス     | G1 | 芝10f   | 5着  | D.オブライエン | 8馬身1/4  | Cracksman           |

## 繁殖牝馬時代
2019年から繁殖入り。ディープインパクトとの交配のため、日本のノーザンファームに預託された。
2020年に誕生した父ディープインパクトの牡馬はオーギュストロダンと名付けられ、2022年6月1日のデビュー戦で2着、7月2日の2戦目で初勝利を挙げた。9月10日に3戦目となるチャンピオンズジュベナイルステークスを制し重賞初勝利、10月22日に4戦目となるフューチュリティトロフィーを制しG1初勝利を挙げた。
|      | 馬名               | 誕生年 | 毛色   | 父                 | 性 | 厩舎            | 戦績    | 出典  |
| ---- | ------------------ | ------ | ------ | ------------------ | -- | --------------- | ------- | ----- |
| 初仔 | オーギュストロダン | 2020年 | 青鹿毛 | ディープインパクト | 牡 | A・オブライエン | 16戦8勝 | [ 9 ] |

## 血統表
| ロードデンドロンの血統         | ロードデンドロンの血統                                                   | ロードデンドロンの血統                                                   | （血統表の出典）                                                         | （血統表の出典） |
| 父系                           | サドラーズウェルズ系                                                     | サドラーズウェルズ系                                                     | サドラーズウェルズ系                                                     | [ § 2 ]          |
| 父 Galileo 1998 鹿毛           | 父の父Sadler's Wells 1981 鹿毛                                           | Northern Dancer                                                          | Nearctic                                                                 | Nearctic         |
| 父 Galileo 1998 鹿毛           | 父の父Sadler's Wells 1981 鹿毛                                           | Northern Dancer                                                          | Natalma                                                                  |                  |
| 父 Galileo 1998 鹿毛           | 父の父Sadler's Wells 1981 鹿毛                                           | Fairy Bridge                                                             | Bold Reason                                                              | Bold Reason      |
| 父 Galileo 1998 鹿毛           | 父の父Sadler's Wells 1981 鹿毛                                           | Fairy Bridge                                                             | Special                                                                  |                  |
| 父 Galileo 1998 鹿毛           | 父の母Urban Sea 1989 栗毛                                                | Miswaki                                                                  | Mr. Prospector                                                           | Mr. Prospector   |
| 父 Galileo 1998 鹿毛           | 父の母Urban Sea 1989 栗毛                                                | Miswaki                                                                  | Hopespringseternal                                                       |                  |
| 父 Galileo 1998 鹿毛           | 父の母Urban Sea 1989 栗毛                                                | Allegretta                                                               | Lombard                                                                  | Lombard          |
| 父 Galileo 1998 鹿毛           | 父の母Urban Sea 1989 栗毛                                                | Allegretta                                                               | Anatevka                                                                 |                  |
| 母 Halfway to Heaven 2005 鹿毛 | 母の父Pivotal 1993 栗毛                                                  | Polar Falcon                                                             | Nureyev                                                                  | Nureyev          |
| 母 Halfway to Heaven 2005 鹿毛 | 母の父Pivotal 1993 栗毛                                                  | Polar Falcon                                                             | Marie d'Argonne                                                          |                  |
| 母 Halfway to Heaven 2005 鹿毛 | 母の父Pivotal 1993 栗毛                                                  | Fearless Revival                                                         | Cozzene                                                                  | Cozzene          |
| 母 Halfway to Heaven 2005 鹿毛 | 母の父Pivotal 1993 栗毛                                                  | Fearless Revival                                                         | Stufida                                                                  |                  |
| 母 Halfway to Heaven 2005 鹿毛 | 母の母Cassandra Go 1996 芦毛                                             | Indian Ridge                                                             | Ahonoora                                                                 | Ahonoora         |
| 母 Halfway to Heaven 2005 鹿毛 | 母の母Cassandra Go 1996 芦毛                                             | Indian Ridge                                                             | Hillbrow                                                                 |                  |
| 母 Halfway to Heaven 2005 鹿毛 | 母の母Cassandra Go 1996 芦毛                                             | Rahaam                                                                   | *セクレト                                                                | *セクレト        |
| 母 Halfway to Heaven 2005 鹿毛 | 母の母Cassandra Go 1996 芦毛                                             | Rahaam                                                                   | Fager's Glory                                                            |                  |
| 母系(F-No.)                    | 3号族(FN:3-d)                                                            | 3号族(FN:3-d)                                                            | 3号族(FN:3-d)                                                            | [ § 3 ]          |
| 5代内の近親交配                | Northern Dancer3×5×5＝18.75%、Special4×5＝9.38%、Mr. Prospector4×5=9.38% | Northern Dancer3×5×5＝18.75%、Special4×5＝9.38%、Mr. Prospector4×5=9.38% | Northern Dancer3×5×5＝18.75%、Special4×5＝9.38%、Mr. Prospector4×5=9.38% | [ § 4 ]          |
| 出典                           | 1. 2. 3. 4.                                                              | 1. 2. 3. 4.                                                              | 1. 2. 3. 4.                                                              | 1. 2. 3. 4.      |

- 2代母Cassandra Goは2001年のキングズスタンドステークスなど5ハロンの重賞を3勝[10]。
- 4代母Fager's Gloryを祖とする牝系にはPhoto Call[11]（2015年ロデオドライブステークス・2016年ファーストレディステークス）、Cross Counter[12]（2018年メルボルンカップ）など。日本ではヌーヴォレコルト（2014年優駿牝馬）が同馬を3代母に、ミューチャリー[13]（2021年JBCクラシック）が同馬を4代母にもつ近親にあたる。
- そのほかの近親はネイティヴストリート#ファーガーズグローリー系を参照。